# Kvalifikace na Mistrovství Evropy ve fotbale 2000 – skupina 4
Zápasy této kvalifikační skupiny na Mistrovství Evropy ve fotbale 2000 se konaly v letech 1998 a 1999. Ze šesti účastníků si postup na závěrečný turnaj zajistil vítěz skupiny. Druhý tým skupiny hrál buď baráž, nebo postoupil také přímo (pokud byl nejlepší v žebříčku týmů na druhých místech).

## Tabulka
| Tým      | B  | Z  | V | R | P  | VG | IG | +/- |
| -------- | -- | -- | - | - | -- | -- | -- | --- |
| Francie  | 21 | 10 | 6 | 3 | 1  | 17 | 10 | +7  |
| Ukrajina | 20 | 10 | 5 | 5 | 0  | 14 | 4  | +10 |
| Rusko    | 19 | 10 | 6 | 1 | 3  | 22 | 12 | +10 |
| Island   | 15 | 10 | 4 | 3 | 3  | 12 | 7  | +5  |
| Arménie  | 8  | 10 | 2 | 2 | 6  | 8  | 15 | -7  |
| Andorra  | 0  | 10 | 0 | 0 | 10 | 3  | 28 | -25 |

## Zápasy
| 5. září 1998                 |       |                    |                                                                         |
| Arménie                      | 3 – 1 | Andorra            | Hrazdan Stadium, Jerevan diváci: 8,000 rozhodčí: Richard O'Hanlon (IRL) |
| Avalyan 40' Yesayan 71', 90' |       | Heredia 85' (pen.) | Hrazdan Stadium, Jerevan diváci: 8,000 rozhodčí: Richard O'Hanlon (IRL) |

| 5. září 1998 |       |             |                                                                         |
| Island       | 1 – 1 | Francie     | Laugardalsvöllur, Rejkjavík diváci: 10,382 rozhodčí: Eric Blareau (BEL) |
| Daðason 32'  |       | Dugarry 35' | Laugardalsvöllur, Rejkjavík diváci: 10,382 rozhodčí: Eric Blareau (BEL) |

| 5. září 1998                             |       |                         |                                                                  |
| Ukrajina                                 | 3 – 2 | Rusko                   | Olimpiysky NSC, Kyjev diváci: 82,000 rozhodčí: Markus Merk (GER) |
| Popov 14' Skačenko 24' Rebrov 74' (pen.) |       | Varlamov 67' Onopko 88' | Olimpiysky NSC, Kyjev diváci: 82,000 rozhodčí: Markus Merk (GER) |

| 10. října 1998 |       |                         |                                                                                       |
| Andorra        | 0 – 2 | Ukrajina                | Estadi Comunal d'Aixovall, Andorra La Vella diváci: 850 rozhodčí: Anton Guetzov (BUL) |
|                |       | Kosovsky 32' Rebrov 44' | Estadi Comunal d'Aixovall, Andorra La Vella diváci: 850 rozhodčí: Anton Guetzov (BUL) |

| 10. října 1998 |       |        |                                                                      |
| Arménie        | 0 – 0 | Island | Hrazdan Stadium, Jerevan diváci: 6,000 rozhodčí: Morgan Norman (SWE) |
|                |       |        | Hrazdan Stadium, Jerevan diváci: 6,000 rozhodčí: Morgan Norman (SWE) |

| 10. října 1998             |       |                                     |                                                                |
| Rusko                      | 2 – 3 | Francie                             | Lužniki, Moskva diváci: 32,500 rozhodčí: Piero Ceccarini (ITA) |
| Janovskij 45' Mostovoj 55' |       | Anelka 13' Pirès 28' Boghossian 81' | Lužniki, Moskva diváci: 32,500 rozhodčí: Piero Ceccarini (ITA) |

| 14. října 1998            |       |         |                                                                  |
| Francie                   | 2 – 0 | Andorra | Stade de France, Paříž diváci: 75,700 rozhodčí: Dani Koren (ISR) |
| Candela 54' Djorkaeff 59' |       |         | Stade de France, Paříž diváci: 75,700 rozhodčí: Dani Koren (ISR) |

| 14. října 1998   |       |       |                                                                        |
| Island           | 1 – 0 | Rusko | Laugardalsvöllur, Rejkjavík diváci: 3,500 rozhodčí: René Temmink (NED) |
| Kovtun 87' (vl.) |       |       | Laugardalsvöllur, Rejkjavík diváci: 3,500 rozhodčí: René Temmink (NED) |

| 14. října 1998         |       |         |                                                                  |
| Ukrajina               | 2 – 0 | Arménie | Olimpiysky NSC, Kyjev diváci: 25,000 rozhodčí: Marcel Lică (ROU) |
| Skačenko 31' Husin 80' |       |         | Olimpiysky NSC, Kyjev diváci: 25,000 rozhodčí: Marcel Lică (ROU) |

| 27. března 1999 |       |                                 |                                                                                         |
| Andorra         | 0 – 2 | Island                          | Estadi Comunal d'Aixovall, Andorra La Vella diváci: 1,400 rozhodčí: Charles Agius (MLT) |
|                 |       | E. Sverrisson 58' Adolfsson 67' | Estadi Comunal d'Aixovall, Andorra La Vella diváci: 1,400 rozhodčí: Charles Agius (MLT) |

| 27. března 1999 |       |                                       |                                                                     |
| Arménie         | 0 – 3 | Rusko                                 | Hrazdan Stadium, Jerevan diváci: 10,000 rozhodčí: Terje Hauge (NOR) |
|                 |       | Karpin 7', 63' (pen.) Běsčastnych 89' | Hrazdan Stadium, Jerevan diváci: 10,000 rozhodčí: Terje Hauge (NOR) |

| 27. března 1999 |       |          |                                                                     |
| Francie         | 0 – 0 | Ukrajina | Stade de France, Paříž diváci: 78,500 rozhodčí: Günther Benkö (AUT) |
|                 |       |          | Stade de France, Paříž diváci: 78,500 rozhodčí: Günther Benkö (AUT) |

| 31. března 1999        |       |         |                                                                      |
| Francie                | 2 – 0 | Arménie | Stade de France, Paříž diváci: 78,852 rozhodčí: Georgios Bikas (GRE) |
| Wiltord 3' Dugarry 45' |       |         | Stade de France, Paříž diváci: 78,852 rozhodčí: Georgios Bikas (GRE) |

| 31. března 1999                                                    |       |          |                                                                                      |
| Rusko                                                              | 6 – 1 | Andorra  | Republican Spartak Stadium, Vladikavkaz diváci: 20,000 rozhodčí: Mikko Vuorela (FIN) |
| Titov 8' Běsčastnych 11', 62' Onopko 42' Cymbalar 50' Aleničev 90' |       | Soto 73' | Republican Spartak Stadium, Vladikavkaz diváci: 20,000 rozhodčí: Mikko Vuorela (FIN) |

| 31. března 1999 |       |                  |                                                                 |
| Ukrajina        | 1 – 1 | Island           | Olimpiysky NSC, Kyjev diváci: 40,000 rozhodčí: Dani Koren (ISR) |
| Vasčuk 59'      |       | L.Sigurðsson 66' | Olimpiysky NSC, Kyjev diváci: 40,000 rozhodčí: Dani Koren (ISR) |

| 5. června 1999        |       |                           |                                                                   |
| Francie               | 2 – 3 | Rusko                     | Stade de France, Paříž diváci: 78,228 rozhodčí: Paul Durkin (ENG) |
| Petit 48' Wiltord 54' |       | Panov 40', 75' Karpin 87' | Stade de France, Paříž diváci: 78,228 rozhodčí: Paul Durkin (ENG) |

| 5. června 1999                |       |         |                                                                         |
| Island                        | 2 – 0 | Arménie | Laugardalsvöllur, Rejkjavík diváci: 5,565 rozhodčí: Mikko Vuorela (FIN) |
| Daðason 30' R.Kristinsson 46' |       |         | Laugardalsvöllur, Rejkjavík diváci: 5,565 rozhodčí: Mikko Vuorela (FIN) |

| 5. června 1999                               |       |         |                                                                       |
| Ukrajina                                     | 4 – 0 | Andorra | Olimpiysky NSC, Kyjev diváci: 49,000 rozhodčí: Andreas Georgiou (CYP) |
| Popov 38' Rebrov 41' Dmytrulin 56' Husin 89' |       |         | Olimpiysky NSC, Kyjev diváci: 49,000 rozhodčí: Andreas Georgiou (CYP) |

| 9. června 1999 |       |                    |                                                                                  |
| Andorra        | 0 – 1 | Francie            | Estadi Olímpic de Montjuïc, Barcelona diváci: 8,600 rozhodčí: Michael Ross (NIR) |
|                |       | Leboeuf 86' (pen.) | Estadi Olímpic de Montjuïc, Barcelona diváci: 8,600 rozhodčí: Michael Ross (NIR) |

| 9. června 1999 |       |          |                                                                       |
| Arménie        | 0 – 0 | Ukrajina | Hrazdan Stadium, Jerevan diváci: 15,000 rozhodčí: Roberto Boggi (ITA) |
|                |       |          | Hrazdan Stadium, Jerevan diváci: 15,000 rozhodčí: Roberto Boggi (ITA) |

| 9. června 1999 |       |        |                                                                   |
| Rusko          | 1 – 0 | Island | Dynamo Stadium, Moskva diváci: 36,000 rozhodčí: Metin Tokat (TUR) |
| Karpin 44'     |       |        | Dynamo Stadium, Moskva diváci: 36,000 rozhodčí: Metin Tokat (TUR) |

| 4. září 1999                                      |       |         |                                                                         |
| Island                                            | 3 – 0 | Andorra | Laugardalsvöllur, Rejkjavík diváci: 5,100 rozhodčí: Miroslav Liba (CZE) |
| Þ.Guðjónsson 29' Hreidarsson 32' E.Guðjohnsen 90' |       |         | Laugardalsvöllur, Rejkjavík diváci: 5,100 rozhodčí: Miroslav Liba (CZE) |

| 4. září 1999                     |       |         |                                                              |
| Rusko                            | 2 – 0 | Arménie | Lužniki, Moskva diváci: 36,000 rozhodčí: Charles Agius (MLT) |
| Běsčastnych 8' (pen.) Karpin 70' |       |         | Lužniki, Moskva diváci: 36,000 rozhodčí: Charles Agius (MLT) |

| 4. září 1999 |       |         |                                                                  |
| Ukrajina     | 0 – 0 | Francie | Olimpiysky NSC, Kyjev diváci: 70,000 rozhodčí: Hugh Dallas (SCO) |
|              |       |         | Olimpiysky NSC, Kyjev diváci: 70,000 rozhodčí: Hugh Dallas (SCO) |

| 8. září 1999             |       |                 |                                                                                       |
| Andorra                  | 1 – 2 | Rusko           | Estadi Comunal d'Aixovall, Andorra La Vella diváci: 1,000 rozhodčí: Jørn Larsen (DEN) |
| Ruíz González 39' (pen.) |       | Onopko 22', 57' | Estadi Comunal d'Aixovall, Andorra La Vella diváci: 1,000 rozhodčí: Jørn Larsen (DEN) |

| 8. září 1999 |       |                   |                                                                              |
| Island       | 0 – 1 | Ukrajina          | Laugardalsvöllur, Rejkjavík diváci: 7,000 rozhodčí: Vítor Melo Pereira (POR) |
|              |       | Rebrov 43' (pen.) | Laugardalsvöllur, Rejkjavík diváci: 7,000 rozhodčí: Vítor Melo Pereira (POR) |

| 8. září 1999                        |       |                                               |                                                                       |
| Arménie                             | 2 – 3 | Francie                                       | Hrazdan Stadium, Jerevan diváci: 18,000 rozhodčí: Atanas Uzunov (BUL) |
| Mikaelyan 6' Shahgeldyan 90' (pen.) |       | Djorkaeff 45' (pen.) Zidane 67' Laslandes 74' | Hrazdan Stadium, Jerevan diváci: 18,000 rozhodčí: Atanas Uzunov (BUL) |

| 9. října 1999 |       |                                             |                                                                                     |
| Andorra       | 0 – 3 | Arménie                                     | Estadi Comunal d'Aixovall, Andorra La Vella diváci: 700 rozhodčí: Peter Jones (ENG) |
|               |       | A.Petrosyan 26' Yesayan 59' Shahgeldyan 63' | Estadi Comunal d'Aixovall, Andorra La Vella diváci: 700 rozhodčí: Peter Jones (ENG) |

| 9. října 1999                                 |       |                                 |                                                                       |
| Francie                                       | 3 – 2 | Island                          | Stade de France, Paříž diváci: 78,391 rozhodčí: Bernd Heynemann (GER) |
| Daðason 17' (vl.) Djorkaeff 38' Trézéguet 71' |       | E.Sverrisson 47' Gunnarsson 56' | Stade de France, Paříž diváci: 78,391 rozhodčí: Bernd Heynemann (GER) |

| 9. října 1999 |       |              |                                                              |
| Rusko         | 1 – 1 | Ukrajina     | Lužniki, Moskva diváci: 80,000 rozhodčí: David Elleray (ENG) |
| Karpin 76'    |       | Ševčenko 87' | Lužniki, Moskva diváci: 80,000 rozhodčí: David Elleray (ENG) |